# Henri Manders
Henri Manders (La Haya, 2 de marzo de 1960) es un exciclista neerlandés activo entre 1983 y 1992. Se destacó especialmente como gregario, participando siete veces en el Tour de Francia, sin registrar ningún abandono. La victoria más importante de su carrera fue la 5.ª etapa del Tour de Francia 1985, entre Neufchâtel-en-Bray y Roubaix.

## Carrera
Como aficionado ganó el Drielandenomloop y el Tour de Grecia en 1982. Pasó a profesionales en 1983 con el equipo Aernoudt-Rossin de Fred De Bruyne, siendo llamado para el Campeonato Mundial del mismo año. En 1984 fichó por el potente Kwantum Hallen-Yoko, con el que ganó una etapa en el Tour de Francia 1985 y el Circuito de la Frontera del mismo año. En 1987 se trasladó al PDM-Concorde, obteniendo una victoria escénica en el Herald Sun Tour de Australia. De 1988 a 1992 corrió para el equipo suizo Helvetia, ganando una etapa en el Herald Sun Tour de 1989. Participó en siete ediciones del Tour de Francia, una de la Vuelta a España y un Campeonato Mundial de Ciclismo en Ruta.

## Palmarés
- 1982
  - 1.º Tour de Grecia
- 1983
  - 2.º Gran Premio Raymond Impanis
  - 2.º Metas volantes Vuelta a España 1983
- 1985
  - 1.º Circuito de la Frontera
  - 1 etapa del Tour de Francia 1985
- 1987
  - 1 etapa del Herald Sun Tour
- 1989
  - 1 etapa del Herald Sun Tour
- 1990
  - 3.º en la Estrella de Bessèges
  - 3.º en el Campeonato de los Países Bajos de Ciclismo en Ruta

## Resultados en Grandes Vueltas
| Carrera         | 1983 | 1984  | 1985 | 1986 | 1987 | 1988 | 1989  | 1990  | 1991  | 1992  | 1989 |
| --------------- | ---- | ----- | ---- | ---- | ---- | ---- | ----- | ----- | ----- | ----- | ---- |
| Giro de Italia  | -    | -     | -    | -    | -    | -    | -     | -     | -     | -     | -    |
| Tour de Francia | 81.º | 107.º | 91.º | -    | -    | -    | 104.º | 113.º | 144.º | 129.º | -    |
| Vuelta a España | 56.º | -     | -    | -    | -    | -    | -     | -     | -     | -     | -    |
| Mundial en Ruta | Ab.  | -     | -    | -    | -    | -    | -     | -     | -     | -     | -    |